# كيني لويس
كيني لويس هو منافس ألعاب قوى غرينادي، ولد في 26 فبراير 1974 في سانت جورجز في غرينادا.

## وصلات خارجية
- كيني لويس على موقع الاتحاد الدولي لألعاب القوى (الإنجليزية)
- كيني لويس على موقع أوليمبيديا (الإنجليزية)